# Джеймс Макконвіль
Джеймс Чарльз Макконвіль (англ. James Charles McConville; нар. 16 березня 1959, Квінсі, Массачусетс) — американський воєначальник, генерал армії США (2014), 40-й начальник штабу армії США (2019—2023), 36-й заступник начальника штабу Армії США (2017—2019). Учасник війн в Афганістані та Іраку.
Макконвіль закінчив Військову академію Сполучених Штатів і у 1981 році був призначений офіцером армійської авіації в армії США. За час військової служби був командиром 101-ї повітрянодесантної дивізії, очолював Об'єднану спільну оперативно-тактичну групу 101 в операції «Нескорена свобода».
До ключових посад Макконвіля входять — заступник начальника штабу армії США з персоналу; виконавчий офіцер заступника начальника штабу армії; начальник оперативного управління 101-ї повітрянодесантної дивізії; стратегічний планувальник J5 Командування спеціальних операцій США та інші посади
Макконвіль — професійний пілот армійської авіації, кваліфікований пілот вертольотів OH-58 «Кайова Ворріор», AH-64D «Лонгбоу Апач», AH-6, AH-1 «Кобра» та інших.